# Luiz Claudio Cameron
Luiz Claudio Cameron, também conhecido como L. C. Cameron (Rio de Janeiro, 1962), é um bioquímico brasileiro e Professor Emérito da Universidade Federal do Estado do Rio de Janeiro. É conhecido por estudos pioneiros na área de Bioquímica, atuando principalmente em temas como metabolismo de amônia e aminoácidos em situações de stress fisiológico e fisiopatológico.
Foi professor titular de Genética e Biologia Molecular e Chefe do Departamento de Genética e Biologia Molecular da Universidade Federal do Estado do Rio de Janeiro (UNIRIO, 1989-2024). O cientista também foi corresponsável pela criação do Laboratório Olímpico do Comitê Olímpico do Brasil onde dirigiu o Departamento de Bioquímica e Esportômica (2006-2018).
Atualmente é cientista associado no Krembil Research Institute da University Health Network.

## Vida pessoal
Filho de um analista de sistemas e uma estatística, cresceu no Rio de Janeiro. Desde a tenra infância se interessou por ciência, primeiramente pela química e posteriormente pela Física, tema do seu primeiro curso de nível superior.

## Formação acadêmica e pesquisa
Começou a carreira científica ainda na graduação, quando se interessou por Bioquímica. Tendo integrado a equipe do laboratório do professor Mauro Velho de Castro Faria.
Fez mestrado e doutorado em Química Biológica no Departamento de Bioquímica Médica (atual IBqM) da Universidade Federal do Rio de Janeiro (1989-1997). Orientado por Martha M. Sorenson, foi bolsista da Coordenação de Aperfeiçoamento de Pessoal de Nível Superior (CAPES) trabalhando em motores moleculares.
Iniciou sua carreira como professor na Universidade Federal do Estado do Rio de Janeiro em dezembro de 1989. Conciliou, durante esse tempo, pós-graduação, docência e diversas orientações de estudantes. Organizou numerosos cursos e simpósios para interagir com a comunidade científica internacional. Posteriormente, na função de líder do International Institute for Collaborative Cell Biology and Biochemistry – ICB2 , promoveu cursos para estudantes de pós-graduação de todo o mundo, que contaram com apoio de diversas agências nacionais e estrangeiras, no Brasil e em outros países de América para junção de esforços em ações de educação, formação pessoal e colaboração científica.
Ainda em 1997, meses após o término do doutorado, iniciou a liderança e coordenação do Laboratório de Bioquímica de Proteínas (LBP). Em 2012, com um significativo aporte de verbas federais, fundou o Centro de Inovação em Espectrometria de Massas (IMasS-LBP). Pelas propostas de inovação em ciência e tecnologia realizadas pelo grupo, a Waters Corporation reconheceu o IMasS-LBP como um dos seus Waters Center of Innovation no mundo, o qual congrega cientistas que, em parceria com a empresa, utilizam cromatografia líquida e espectrometria de massas para decifrar os mistérios da ciência. Além do reconhecimento pela pesquisa desenvolvida no LBP, o laboratório também foi nomeado como Laboratório de Referência Merck-Sigma-Aldrich.
Foi convidado a compor o grupo para a implementação do Laboratório Olímpico a ser construído para os Jogos Pan-Americanos de 2007. Coordenou o Departamento de Bioquímica e Esportômica (2006-18), que proporcionou numerosos equipamentos e bolsas de estudos, além de uma nova instalação para monitoramento e preparação de atletas de elite até 2018. Cunhou a abordagem de pesquisa chamada “Sportomics”, que usa as ciências “-ômicas” e análises clínicas laboratoriais clássicas (como ensaios enzimáticos, ELISA, Western Blot e outros procedimentos analíticos) para entender as modificações induzidas pelos esportes. Nos últimos 25 anos, mais de 20.000 amostras foram coletadas em mais de 2.500 atletas. A abordagem atraiu a atenção da comunidade científica e do mundo corporativo e, atualmente, os artigos de “Sportomics” têm mais de 1000 citações.
L. C. Cameron também apoiou atletas em parceria com o Laboratório Olímpico Brasileiro (LOB) do Comitê Olímpico do Brasil (COB), tendo trabalhado com atletas de elite em mais de 50 disciplinas esportivas e em times de futebol profissionais em todo o mundo. Em sua trajetória, trabalhou em competições internacionais, como os Jogos da Lusofonia de 2009, Jogos Sul-Americanos de 2010, Jogos Pan-Americanos de 2011, Jogos Olímpicos de Verãõ de 2012, Jogos Sul- Americanos de Santiago, Jogos Pan-Americanos de Toronto, Jogos Olímpicos de Verão de 2016, Southeast Asian Games, Jogos Olímpicos de Verão de 2020, Capas do Mundo, UEFA Champions League, Premier League, Ukrainian Premier League e Copa Libertadores.
L.C. Cameron publicou cerca de 100 artigos em revistas internacionais, incluindo as do grupo Nature e British Medical Journal. Também foi editor de um livro e escreveu capítulos de livros. É editor associado de revistas científicas e atua como revisor em mais de 60 revistas.
O bioquímico tem trabalhado há mais de 25 anos como consultor em casos de doping, devido ao seu conhecimento sobre o metabolismo e a espectrometria de massas. Em seus trabalhos, já atuou na defesa de quase 80 casos de doping, incluindo Paolo Guerrero, Gabigol, Gabriel Santos, Rafaela Silva e Fred Santos.
Em 2020, foi cedido pela UNIRIO para assumir a presidência da Autoridade Brasileira de Controle de Dopagem (ABCD) após ser convidado pelo secretário especial do Esporte do Ministério da Cidadania, Marcelo Magalhães. O cargo não chegou a ser homologado pelo professor devido a pandemia de COVID-19, havendo retomado as suas funções na Universidade após seis meses.
Devido ao seu trabalho com espôrtomica e sua relação com doenças inflamatórias, foi convidado para trabalhar na Divisão de Reumatologia do Departamento de Medicina da Health Network (UHN), onde trabalha com psoríase e artrite psoriática.
O professor lidera o atual Lorraine Protein Biochemistry Group (LPB), que tem investigado interações metabólicas na saúde, nas doenças e no estresse.

## Prêmios e honrarias
Por suas contribuições à ciência, recebeu inúmeros prêmios e homenagens, com destaque para:
- Prêmio Alberts Award for Excellence in Science Education (2012);[30]
- Medalha de Honra ao Mérito Esportivo do Estado de Mato Grosso (2013);
- Medalha do Mérito Desportivo Militar conferida pelo Ministério da Defesa (2014);
- Portador da Tocha Olímpica.[3] Recomendado pelo público como um "héroi do cotidiano" que representa o melhor do Brasil e que faz diferença em sua comunidade (2016);
- Medalha de Honra ao Mérito conferida pelo Comitê Olímpico Nacional Italiano (2018).